# Condor-Flug 316
Condor-Flug 316 (Flugnummer: DF316) war ein Flug der Condor Flugdienst vom Flughafen Hannover-Langenhagen zum Flughafen Reus bei Tarragona, Spanien. Am 20. Juli 1970 kollidierte eine Boeing 737-100 (D-ABEL) auf diesem Flug über Tarragona mit einem Kleinflugzeug vom Typ Piper PA-28 Cherokee des Real Aero Club de Reus (EC-BRU). Die Boeing 737 konnte nach dem Zusammenstoß sicher auf dem Flughafen Reus landen. Die Cherokee hingegen stürzte nach der Kollision ab, wobei alle Menschen an Bord ums Leben kamen.
Es handelte sich um den ersten tödlichen Zwischenfall unter Beteiligung einer Boeing 737.

## Flugzeuge

### Erstes Flugzeug
Das erste beteiligte Flugzeug war eine Boeing 737-130, die zum Zeitpunkt des Unfalls 2 Jahre und 2 Monate alt war. Die Maschine wurde im Werk von Boeing auf dem Boeing Field im Bundesstaat Washington montiert und absolvierte am 24. März 1968 ihren Erstflug, ehe sie am 5. April desselben Jahres neu an die Lufthansa ausgeliefert wurde. Diese hatte das Flugzeug seit dem Jahr 1969 an die Condor weiterverleast. Das Flugzeug trug die Werksnummer 19022, es handelte sich um die 17. Boeing 737 aus laufender Produktion. Die Maschine wurde mit dem Luftfahrzeugkennzeichen D-ABEL zugelassen. Während des Betriebs bei der Lufthansa trug die Maschine den Taufnamen Mülheim an der Ruhr. Das zweistrahlige Schmalrumpfflugzeug war mit zwei Triebwerken des Typs Pratt & Whitney JT8D-7A ausgestattet.

### Zweites Flugzeug
Das zweite beteiligte Flugzeug war eine Piper PA-28 Cherokee. Die Maschine gehörte dem Real Aero Club de Reus und wurde zur Flugausbildung eingesetzt. An Bord befanden sich ein Fluglehrer sowie zwei spanische Flugschüler.

## Unfallhergang

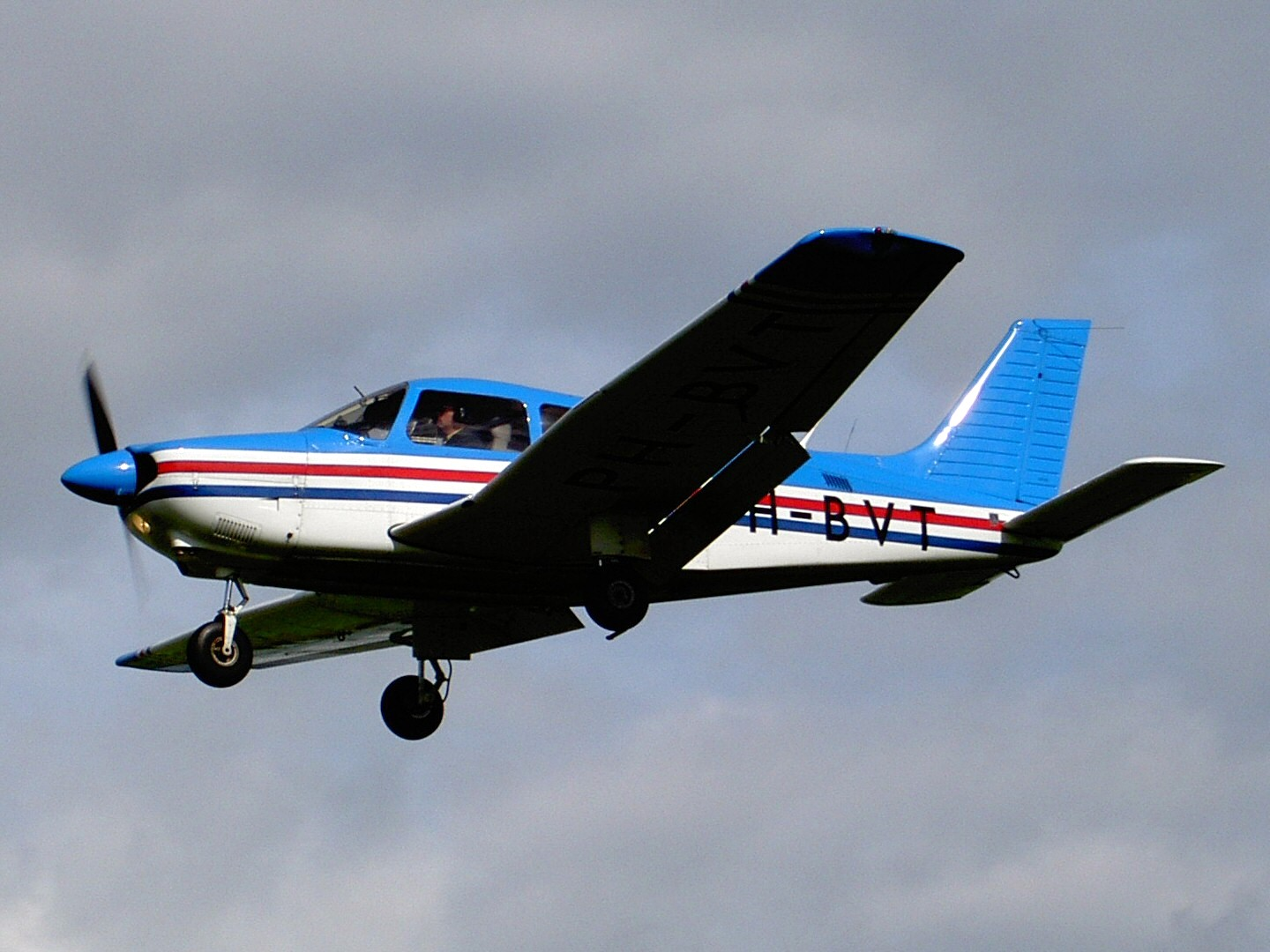
Eine Piper PA-28 Cherokee

Die Boeing 737-100 war am Flughafen Hannover-Langenhagen gestartet und sollte Urlauber, die Aufenthalte an der Costa Daurada gebucht hatten, zum Flughafen Reus bei Tarragona bringen.
Im Landeanflug  kollidierte die Maschine gegen 19:30 Uhr Ortszeit mit der Piper, die gerade in Reus abgeflogen war. Die linke Tragfläche der Boeing riss die Piper auseinander, welche zu Boden stürzte. Alle drei Insassen kamen dabei ums Leben. Die Boeing konnte dagegen kurz darauf sicher in Reus landen.

## Unfallursache
Der Unfall wurde durch einen Fehler des Fluglotsen in Reus verursacht, der die Maschine auf Kollisionskurs geschickt hatte. Ein weiterer Faktor war, dass der Funkkontakt mit der Piper nicht auf Englisch, wie in der Luftfahrt üblich, sondern auf Spanisch erfolgt war. Der Pilot der Condor-Maschine konnte die Funksprüche nicht verstehen und hatte somit keinen Hinweis darauf, dass ihm eine Piper entgegenkam.

## Nach dem Unfall
Die Condor äußerte Kritik über Sicherheitsdefizite aufgrund des expansiven Ausbaus des Massentourismus in Südeuropa: „Im Mittelmeerraum [seien] im letzten Jahrzehnt viele touristische Flughäfen entstanden, die noch nicht den letzten technischen Standard aufweisen“
Die Boeing 737 wurde nach dem Unfall repariert und war anschließend weiter im Einsatz. Ab März 1971 ging sie an die Lufthansa zurück und wurde im Oktober 1981 an die neu gegründete Fluggesellschaft PEOPLExpress verkauft. Nach deren Übernahme ging die Maschine schließlich in den Betrieb der Continental Airlines über, bis sie schließlich am 27. Januar 1993 ausgesondert, zum Mojave Air & Space Port gebracht und dort verschrottet wurde.